# Declaració de la Sorbona
La Declaració de la Sorbona és una declaració conjunta per l'harmonització del disseny de l'Espai Europeu d'Ensenyament Superior elaborada el 25 de maig de 1998 a la Sorbona a París (França) a càrrec dels ministres corresponents d'Itàlia, Alemanya, el Regne Unit i França. L'any següent, amb la Declaració de Bolonya, s'estipulà la creació de l'Espai Europeu d'Ensenyament Superior.